# Milionia snelleni
Milionia snelleni là một loài bướm đêm trong họ Geometridae.